# Battleaxe
Battleaxe (англ. — Боевой топор) — хэви-метал-группа из английского Сандерленда. Как одна из групп Новой волны британского хэви-метала, они начали с названием Warrior (Воин), и назвались Battleaxe в начале 1980-х. Группа состояла из Дейва Кинга (Dave King) (вокал), Брайана Смита (Brian Smith) (бас), Стива Харди (Steve Hardy) (гитара), и Яна Томпсона (Ian Thompson) (барабаны). После игры в местных пабах, коллектив выпустил демо «Burn This Town», чем привлек внимание Roadrunner Records, и результатом был их дебютный альбом с тем же названием «Burn This Town» . Позже был выпущен Power From The Universe (1984), и группа медленно растворилась, и собралась лишь в 2010 при участие двух оригинальных участников — Кинга и Смита.

## Состав
- Дейв Кинг (Dave King) — вокал
- Брайен Смит (Brian Smith) — бас
- Мик Перси (Mick Percy) — гитара
- Пол Аткинсон (Paul Atkinson) — ударные[1]

## Дискография
- 1981 — Burn This Town (сингл)
- 1983 — Burn This Town (переиздан в 1984 и 2005)
- 1984 — Power From The Universe (переиздан в 2005)
- 2005 — Nightmare Zone — EP (записан в 1987)
- 2014 - Heavy Metal Sanctuary

## Компиляции
- Roxcalibur — Burn This Town & Battleaxe (1982)
- Hell On Earth — Ready To Deliver (1983)
- Metal Battle — Ready To Deliver (1983)
- Welcome To The Metal Zone — Chopper Attack (1985)